# SS-Führungshauptamt
SS-Führungshauptamt (SS-FHA) var SS operativa högkvarter.
SS-Führungshauptamt var ansvarigt för officersskolorna, SS-Junkerschulen, medicinsk vård, logistik och löner. Det utgjorde även administrativ centralbyrå för Waffen-SS. Chef för SS-Führungshauptamt var Heinrich Himmler och från januari 1943 Hans Jüttner.